# Corée du Sud-Japon en rugby à XV
Cet article retrace les confrontations entre l'équipe de Corée du Sud de rugby à XV et l'équipe du Japon de rugby à XV. Les deux équipes se sont affrontées à 35 reprises pour 19 victoires japonaises et 16 sud-coréennes.

## Historique
Alors que la Corée du Sud et le Japon entretiennent des différents de manière générale,,,, cette rivalité s'exporte également au domaine sportif. Les deux nations se rencontrent régulièrement sur les terrains de rugby, notamment via le Championnat d'Asie. Dans les années 1980, les Sud-Coréens remportent à plusieurs reprises la compétition continentale, marquant le début de la compétitivité de leurs confrontations avec les Japonais.
Depuis les années 2010, l'équipe du Japon est classée comme la seule équipe asiatique de « haute performance » par la fédération internationale, et celle de Corée du Sud ne l'est que dans la catégorie suivante,. La rivalité est également mise en lumière lors de la naturalisation de Koo Ji-won, fils de l'international sud-coréen Koo Dong-choon, et de sa sélection sous le maillot national japonais,.

## Les confrontations
Voici la liste des confrontations entre ces deux équipes :
| No | Date              | Lieu                                             | Match             | Score   | Compétition                           |
| -- | ----------------- | ------------------------------------------------ | ----------------- | ------- | ------------------------------------- |
| 1  | 12 mars 1969      | Tokyo Japon                                      | Corée – Japon     | 3 – 8   | Championnat d'Asie                    |
| 2  | 7 novembre 1972   | Japon                                            | Japon – Corée     | 18 – 6  | Championnat d'Asie                    |
| 3  | 21 novembre 1974  | Colombo Sri Lanka                                | Corée – Japon     | 9 – 19  | Championnat d'Asie                    |
| 4  | 19 novembre 1978  | Kuala Lumpur Malaisie                            | Corée – Japon     | 7 – 0   | Championnat d'Asie                    |
| 5  | 22 novembre 1986  | Bangkok Thaïlande                                | Corée – Japon     | 28 – 12 | Championnat d'Asie                    |
| 6  | 14 novembre 1988  | Government Stadium, Hong Kong                    | Japon – Corée     | 19 – 39 | Qualifications pour la Coupe du monde |
| 7  | 22 octobre 1990   | Colombo Sri Lanka                                | Corée – Japon     | 16 – 15 | Championnat d'Asie                    |
| 8  | 24 septembre 1992 | Japon                                            | Japon – Corée     | 20 – 13 | Championnat d'Asie                    |
| 9  | 23 octobre 1994   | Stadium Merdeka, Kuala Lumpur Malaisie           | Corée – Hong Kong | 28 – 17 | Qualifications pour la Coupe du monde |
| 10 | 24 mars 1996      | Hong Kong                                        | Japon – Corée     | 27 – 16 | Test match                            |
| 11 | 31 mars 1996      | Hong Kong                                        | Japon – Corée     | 31 – 16 | Test match                            |
| 12 | Juillet 1996      | Hong Kong                                        | Japon – Corée     | 8 – 46  | Test match                            |
| 13 | 7 novembre 1996   | Taipei Taïwan                                    | Corée – Japon     | 19 – 15 | Championnat d'Asie                    |
| 14 | 27 octobre 1998   | Stade Jalan Besar, Kallang Singapour             | Corée – Japon     | 11 – 20 | Qualifications pour la Coupe du monde |
| 15 | 28 juin 2000      | Aomori Japon                                     | Corée – Japon     | 36 – 34 | Championnat d'Asie                    |
| 16 | 22 novembre 2002  | Bangkok Thaïlande                                | Corée – Japon     | 40 – 17 | Championnat d'Asie                    |
| 17 | 22 mai 2005       | Hong Kong                                        | Japon – Corée     | 3 – 56  | Qualifications pour la Coupe du monde |
| 18 | 21 novembre 2006  | Hong Kong                                        | Japon – Corée     | 5 – 23  | Qualifications pour la Coupe du monde |
| 19 | 28 mai 2007       | Hong Kong                                        | Japon – Corée     | 27 – 20 | Championnat d'Asie                    |
| 20 | 24 mai 2008       | Hong Kong                                        | Japon – Corée     | 24 – 50 | Cinq nations asiatique                |
| 21 | 9 mai 2009        | Séoul, Corée du Sud                              | Corée – Japon     | 36 – 34 | Qualifications pour la Coupe du monde |
| 22 | 24 avril 2010     | Hong Kong                                        | Japon – Corée     | 32 – 8  | Qualifications pour la Coupe du monde |
| 23 | 5 mai 2012        | Hong Kong                                        | Japon – Corée     | 19 – 21 | Cinq nations asiatique                |
| 24 | 18 mai 2013       | Ansan, Corée du Sud                              | Corée – Japon     | 43 – 22 | Qualifications pour la Coupe du monde |
| 25 | 10 mai 2014       | Hong Kong                                        | Japon – Corée     | 39 – 6  | Qualifications pour la Coupe du monde |
| 26 | 25 avril 2015     | Hong Kong                                        | Japon – Corée     | 26 – 33 | Top 3 asiatique                       |
| 27 | 16 mai 2015       | Incheon Corée du Sud                             | Corée – Japon     | 37 – 38 | Top 3 asiatique                       |
| 28 | 14 mai 2016       | Incheon Corée du Sud                             | Corée – Japon     | 27 – 34 | Top 3 asiatique                       |
| 29 | 4 juin 2016       | Hong Kong                                        | Japon – Corée     | 41 – 15 | Top 3 asiatique                       |
| 30 | 27 mai 2017       | Incheon Corée du Sud                             | Corée – Japon     | 17 – 43 | Top 3 asiatique                       |
| 31 | 3 juin 2017       | Hong Kong                                        | Japon – Corée     | 39 – 3  | Top 3 asiatique                       |
| 32 | 12 mai 2018       | Namdong Asiad Stadium (en), Incheon Corée du Sud | Corée – Japon     | 21 – 30 | Qualifications pour la Coupe du monde |
| 33 | 2 juin 2018       | Hong Kong Stadium, Causeway Bay Hong Kong        | Japon – Corée     | 39 – 5  | Qualifications pour la Coupe du monde |
| 34 | 8 juin 2019       | Incheon Corée du Sud                             | Corée – Japon     | 10 – 47 | Top 3 asiatique                       |
| 35 | 29 juin 2019      | Hong Kong                                        | Japon – Corée     | 64 – 3  | Top 3 asiatique                       |